# Mic Geronimo
Mic Geronimo (Michael McDermon urodzony 14 września 1973 w Queens) – amerykański raper powiązany z Irv Gottim z Murder Inc. Records. Irv i jego brat spotkali go w gimnazjum w Queens na pokazie młodych talentów, znikł on jednak zanim zdążyli zaproponować mu współpracę. Później Irv spotkał go ponownie i młody raper nagrał swój pierwszy singel, „Shit's Real”, co stało się undergroundowym przebojem. Wkrótce Mic podpisał kontrakt z Blunt/TVT Records i zadebiutował w 1995 z albumem The Natural.
Po pracy z Cash Money Click, Irv zapoznał go z Ja Rulem, który wystąpił zarówno na jego wcześniejszym albumie jak i na późniejszym. Dzięki albumowi z 1997 roku, Vendetta Mic stał się jeszcze sławniejszy, zwłaszcza po pracy z takimi gwiazdami jak Ja Rule czy DMX. Album był promowany przez singel „Nothin’ Move but the Money”, na którym wystąpili między innymi DMX, Black Rob i gwiazdą porno, Heather Hunter. Klip miał być wyreżyserowany przez Hype'a Williamsa, jednak zajął się on najpierw teledyskiem Ushera, więc został on zastąpiony Chrisem Robinsonem. W 2003 wydał swój kolejny album Long Road Back. Po wydaniu trzech albumów, które nie sprzedawały się dość zadowalająco, Mic Geronimo zszedł ze sceny. Jednak prawdopodobnie wkrótce zostanie wydany jego kolejny album, ALIVE 9/14/73, który powinien wyjść 14 września 2006 roku. Zostało to przełożone na 24 kwietnia 2007.

## Dyskografia

### Albumy
- The Natural (1995)
- Vendetta (1997)
- Long Road Back (2003)
- Alive (2007)

### Single
- Shit's Real (1994)
- Masta I.C. (1995)
- Wherever You Are (1996)
- Nothin’ Move but the Money (1997)
- M.I.C (2003)

### Gościnnie
Castro
- Outro (Castro ft. Mic Geronimo)

DJ Clue
- Fast And Furious (Mic Geronimo & DMX)

DMX
- Shit Still Real (DMX ft. Mic Geronimo & Big Stan)

Royal Flush
- Illiodic Shines (Royal Flush ft. Mic Geronimo)
- Makin Moves (Royal Flush ft. Mic Geronimo)
- Regulate (Royal Flush ft. Mic Geronimo)